# Aeroporto de Viña del Mar
O Aeroporto de Viña del Mar é um aeroporto situado na cidade de Viña del Mar, no Chile.